# Gurije
Gurije (perski: گوريه) – miejscowość w Iranie, w ostanie Chuzestan. W 2006 roku miejscowość liczyła 2366 mieszkańców w 471 rodzinach.